# 触手冠動物
触手冠動物（しょくしゅかんどうぶつ、Lophophorata）または触手動物（しょくしゅどうぶつ、Tentaculata）は、触手冠と呼ばれる独特の構造を持つ無脊椎動物の総称で、腕足動物（シャミセンガイ類）、箒虫動物（ホウキムシ類）、外肛動物（コケムシ類）の3群を含む。この3つを綱として含む門とみなされたこともあるが、その位置付けには疑問が投げかけられており、3群をそれぞれ独立の門とする見解が一般的である。
3体節性動物（Trimerata）あるいは貧体節性動物（Oligomerata）と呼ばれることもある。

## 特徴

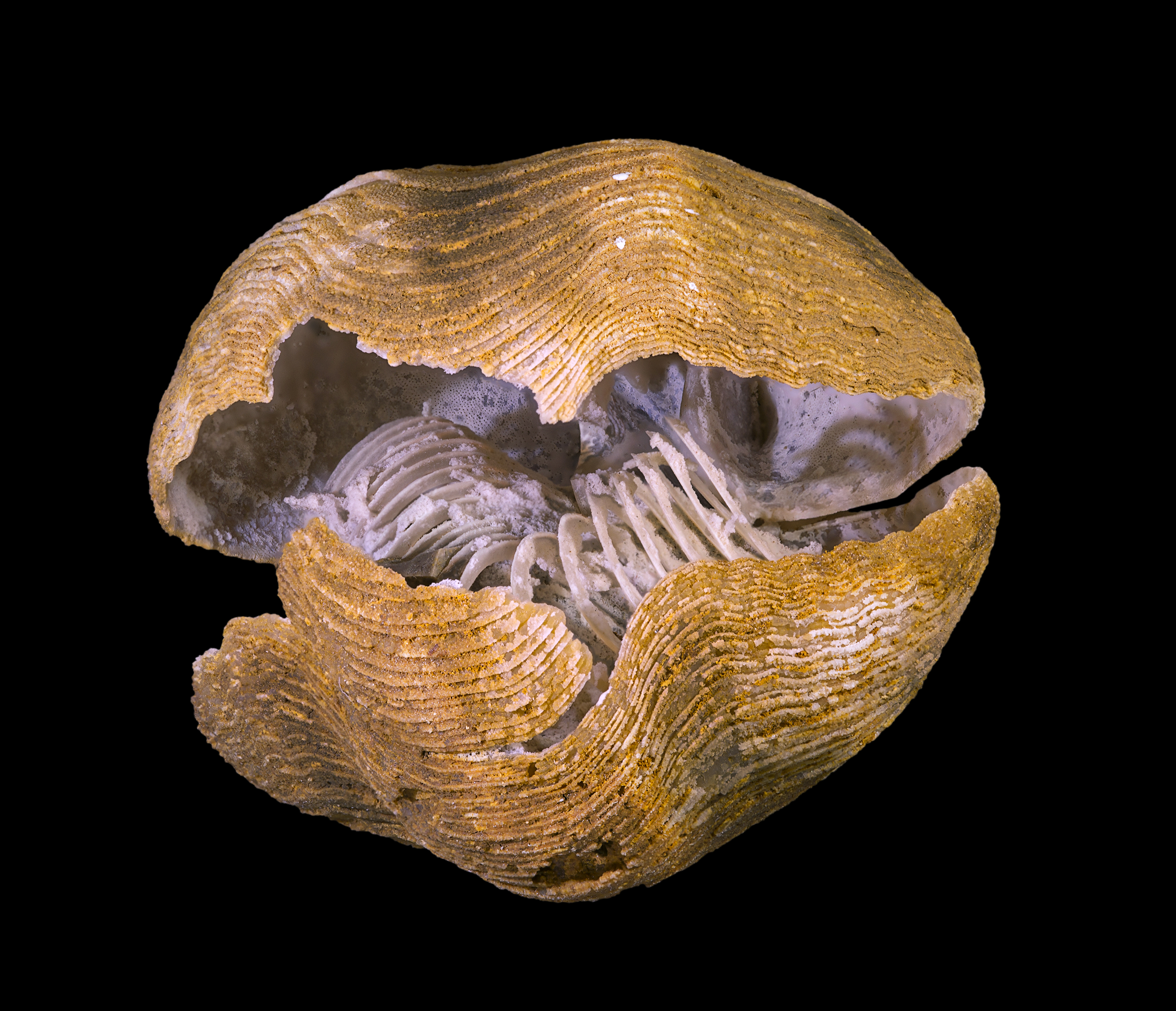
腕足動物の化石。珪化した触手冠が残っている。

外肛動物のなかに一部淡水産のものがいるが、他はすべて海産である。いずれも底生生物で、棲管や殻などの中で生活する。

### 触手冠

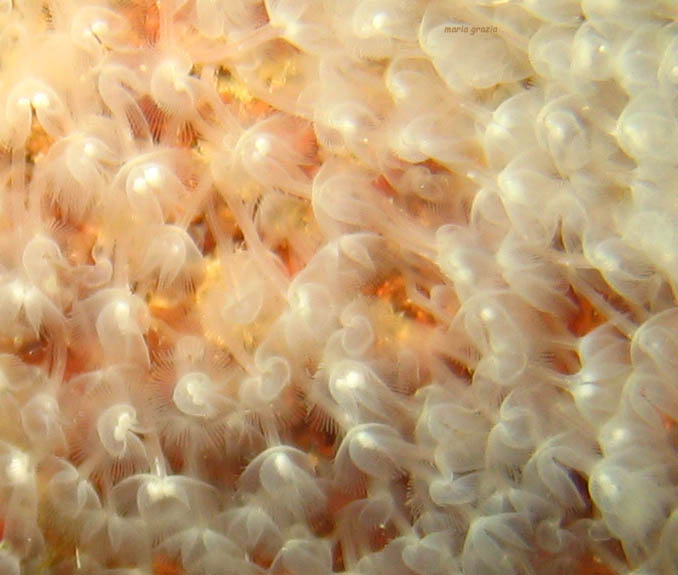
箒虫動物も触手冠動物の一員である。

触手冠動物は触手動物と呼ばれることもあるが、触手そのものはこの動物群以外にも見られる。この動物群のもっとも顕著な特徴は触手冠である。これは、触手の生えた突起であり、口を囲むが、肛門はその外側にある。その内部には体腔がある。また触手には繊毛が生える。
触手冠の機能は採餌である。触手表面の繊毛が起こす水流は、外部の水を触手冠の輪のなかに取り込み、触手の隙間から流れ出ていく。触手冠動物はこの過程で、水中の粒子を捕らえ、餌とする。
類似の構造は内肛動物（スズコケムシ類）や、半索動物の翼鰓綱（フサカツギ類）にも見られるが、細部に違いがある。まず、内肛動物では口だけでなく肛門も触手の輪の内側にある。そして水の流れは触手冠動物とは逆で、水流は触手基部の隙間から輪のなかに入り、触手の先端側から流れ出る。翼鰓類では、水流の方向は同じだが、触手の輪は口を完全には囲まない。

### 体制
触手冠動物の成体は3節構造を示す。すなわち、体は前体、中体、後体の3部に分かれる。触手冠は中体から生じる。前体は縮小して口上突起になるか、完全になくなってしまうこともある。大部分の臓器は後体にある。
体外に殻や棲管、虫室を作って固着生活を送ることに適応した、U字型の消化管を持つ。すなわち、肛門が口と同じく外側に向かって開くので、排泄物は住処の奥に溜まることなく、触手冠が起こす水流によって速やかに流れ出していく。

## 系統進化
伝統的に、触手冠動物は新口動物に属する単一の分類群であると考えられていた。しかし、研究が進むにつれて、触手冠動物が新口動物であるとする考え、3つのグループが単系統群になるとする考えの両方が疑問視されている。

### 触手冠動物は新口動物か
左右相称動物は、成体の口が発生過程で生じる原口に由来する旧口動物と、そうでない新口動物に2分される。触手冠動物のうち、腕足動物と外肛動物の口は原口に由来しない。また、3体部性の体制や、放射卵割、腸体腔由来の体腔などの特徴も、他の新口動物と共通するものである。そのため新口動物に含むとされることが多かったが、キチン質を持ちシアル酸を持たないなどの旧口動物的な特徴も持つため、異論もあった。
分子系統学の研究は、触手冠動物の3群を旧口動物、そのなかでも冠輪動物と呼ばれるグループに含めることを支持している。はじめは18SリボソームRNAの塩基配列を用いて推定されたものだが、他の細胞核遺伝子やミトコンドリアDNAによる研究も、同様の結果を支持した。少なくとも外肛動物と腕足動物は、冠輪動物に特有のHox遺伝子を持つことも確認されている。
一方で、触手冠動物が新口動物の形態的・発生的特徴を持つのもまた事実であり、それを重視して触手冠動物を新口動物に含める意見もあるが、それらの特徴は左右相称動物の祖先形質あるいは収斂進化によるもので、系統を反映したものではないと考えれば、形態の知見は分子系統学の結果と必ずしも矛盾しない。

### 触手冠動物は単系統群か
触手冠動物の3群は互いに近縁で、単系統群になると考えられてきたため、単一の門あるいは超門にまとめることが提案されたこともある。しかし、分子系統学や、形態の再検討の結果、触手冠動物は単系統群ではない可能性を示唆している。3群のなかでも、とくに外肛動物は、18SリボソームRNAから他の2群とは系統的に離れていると推定されている。形態的にも、外肛動物の発生過程や、触手の形態は他の2群と異なることが指摘されている。
外肛動物を除く2群、すなわち腕足動物と箒虫動物は近縁であると推定する研究が多いが、詳細は不明確である。腕足動物と箒虫動物を腕動物にまとめること、箒虫動物を腕足動物門の1亜門にすることなどを提案する意見もあるが、箒虫動物よりも紐形動物あるいは環形動物のほうが腕足動物に近いと推定する研究もある。